# 프란체스코 레디

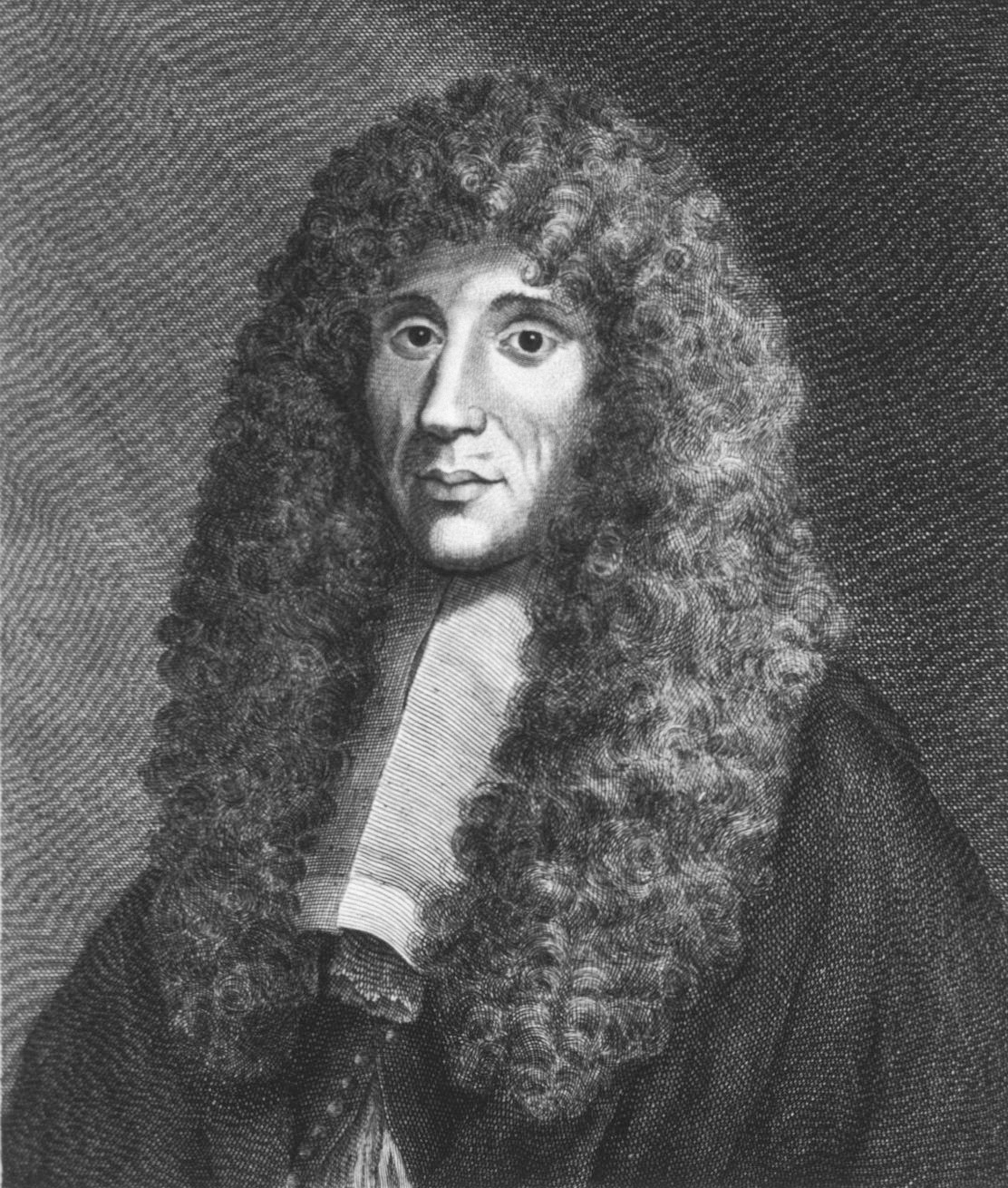
프란체스코 레디

프란체스코 레디(Francesco Redi 1626년 2월 18일/19일 - 1697년 3월 1일)는 이탈리아의 의사이다. 그는 토스카나주의 아레초에서 태어났으며, 파리를 사용한 실험에서, 생물의 자연 발생설을 부정하였으며, 기생충 따위 일부의 것만이 자연 발생한다고 생각했다. 또 무척추 동물 및 사독에 관한 연구가 있다. 그는 또한 시인으로 활동하기도 했다.

## 레디의 실험
부패한 음식 속에 있는 파리의 유충을 보고 흔히들 '구더기가 생겼다'고 한다. 그러나 유충이 알에서 부화한다고 배워서 알고 있는 정설과 부패로 인해 자연 발생할지도 모른다는 것과는 별개의 문제이며, 실험으로 밝혀내야 하는 것이다.
레디의 실험은 1668년에 발표되었다. 이 실험은 간단하지만 실험 조건을 바꾸어 결과를 조사해 보는 것으로, 지금도 변함없이 생물 실험의 중요한 원리 법칙을 제시하고 있다. 그것은 실험에는 항상 대조하여 비교해볼 필요가 있다는 것이며, 과거의 자연 발생설 같은 주관적 독단에 빠지는 것을 피하고 객관적인 사실을 해명해 나가는 과학적인 태도의 기초가 되었기 때문이다. 레디의 논문은 우선 "내 생각이 잘못된 것이라면 후세 사람들이 정정해주겠지만, 내가 믿는 바로는 최고의 조물주라는 신에 의해 최초의 식물과 동물이 출현한 뒤에는 그 어떤 생물도 만들어지지 않았다고 생각한다"는 내용으로 시작하여 6월 초순에 죽은 세 마리 뱀에 대한 관찰을 적고 있다. 얼마 지나지 않아 뱀의 사체에는 원뿔형의 벌레가 생겨나 그 숫자나 모양의 변화를 관찰하였는데, 소·사슴·사자·호랑이를 비롯한 여러 동물의 살점에서 파리의 발생을 관찰하는 동안 파리가 고기에서 저절로 발생한 것이 아니라는 확신을 얻어 다음과 같은 실험을 하였다.
입구가 넓은 여덟 개의 플라스크에 각각 뱀·물고기·뱀장어·소의 살점을 넣고 네 개의 플라스크에는 종이나 올이 촘촘한 천으로 뚜껑을 덮고, 나머지 네 개에는 입구를 연 채로 그냥 둔다. 결과는 닫힌 용기의 뚜껑에는 알을 낳지만 용기 안의 살점에는 구더기가 생기지 않는다. 그러나 레디는 구더기가 자연 발생하지 않는다는 실험에는 성공했지만 자연 발생설 그 자체는 부정하지 않았다. 레디는 창자나 과일에 기생하는 동물의 알까지는 밝혀내지 못했기 때문에 곤충의 자연 발생을 완전히 부정할 수가 없었다. 이 남겨진 문제는 이탈리아의 발리스 이에리에 의해 해결되었다.

## 같이 보기
- 기생충학